# Edificio Laureano Echandi Vicente
El edificio Laureano Echandi es un edificio histórico ubicado en la Avenida Segunda de San José, Costa Rica. Es la sede central de la Caja Costarricense del Seguro Social. Se financió con recursos del sistema de pensiones por Invalidez, Vejez y Muerte (IVM) y se inauguró en 1967. Este edificio se convirtió en su inauguración en el edificio más alto de Costa Rica y se mantuvo así hasta 1972, cuando se inauguró el edificio del Edificio Jorge Manuel Dengo Obregón. A final de la década de 1980, un estudio concluyó que el inmueble necesitaba un refuerzo contra sismos. Actualmente (2022), el edificio se encuentra bajo intervención con fines de reforzamiento estructural y remodelación de espacios internos, las obras están previstas para finalizar en septiembre del 2023.

## Descripción
El inmueble consta de una torre de 13 pisos y dos sótanos, 14.000 metros cuadrados y 50 metros de altura.
El edificio Laureano Echandi actualmente funciona como oficinas, actualmente alberga a los 5.058 trabajadores de las oficinas centrales de la Caja. El IVM lo alquila a la Caja.